# Brissus gigas
Brissus gigas is een zee-egel uit de familie Brissidae.
De wetenschappelijke naam van de soort werd in 1947 gepubliceerd door H. Barraclough Fell.